# Walter Riccomi

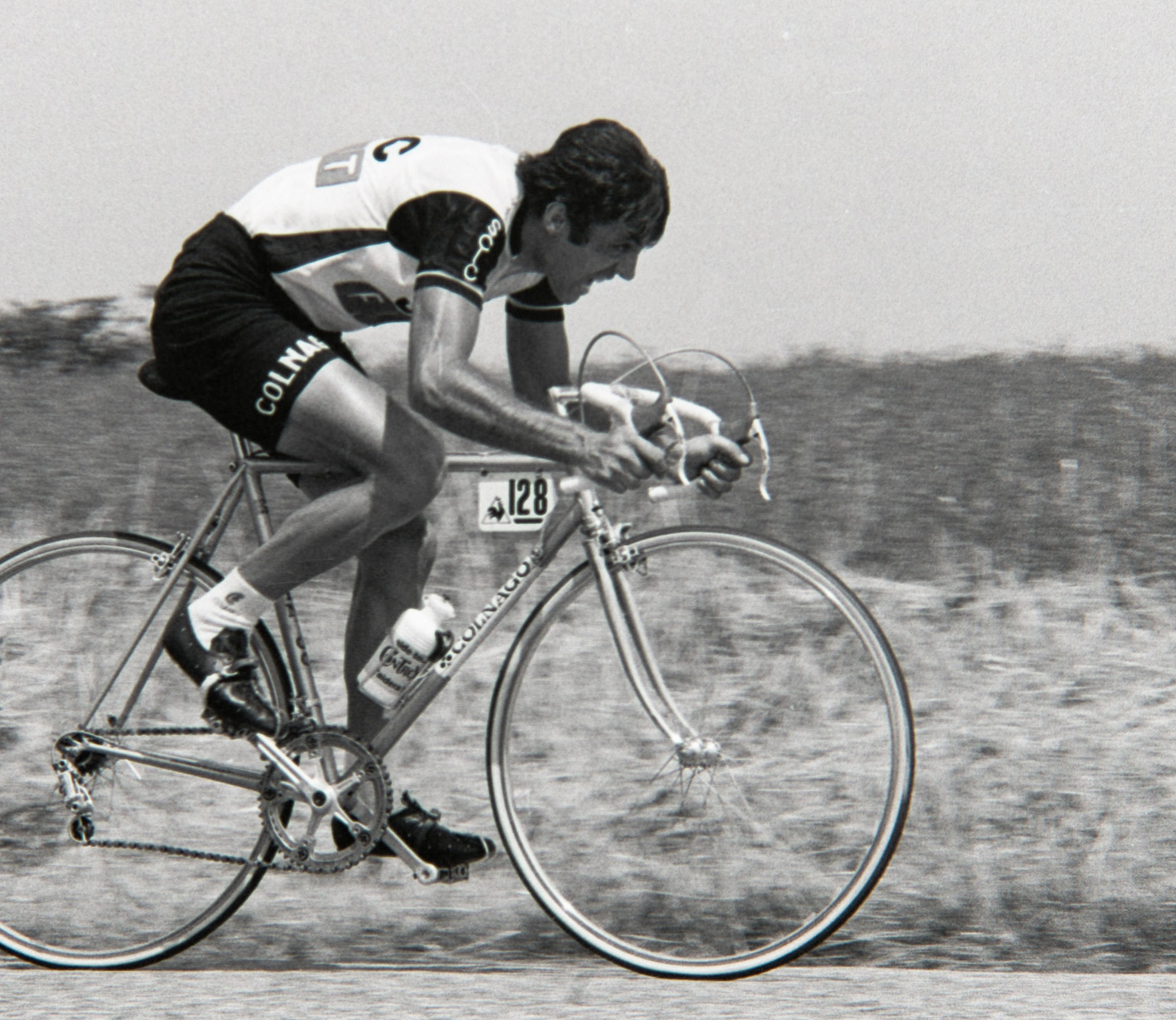
Walter Riccomi (1976)

Walter Riccomi (* 18. Januar 1950 in Lucca) ist ein ehemaliger italienischer Radrennfahrer.

## Sportliche Laufbahn
Riccomi war Straßenradsportler und Teilnehmer der Olympischen Sommerspiele 1972 in München. Dort bestritt er das olympische Straßenrennen und wurde beim Sieg von Hennie Kuiper 49.
Als Amateur startete er für den Verein G. S. Sammontana Empoli. Er gewann das Eintagesrennen Giro del Montalbano 1968, die Coppa Giulio Burci 1971 und 1972. Hinter Giovanni Battaglin wurde er 1972 Zweiter im Giro d’Italia der Amateure.
1973 wurde er Berufsfahrer im Radsportteam Sammontana und blieb bis 1979 als Radprofi aktiv. Er siegte in den Rennen Gran Premio Città di Camaiore und Gran Premio Industria e Commercio di Prato 1976 und im Grand Prix d’Aix-en-Provence 1978. 1975 holte er einen Etappensieg in der Mittelmeer-Rundfahrt. Zweiter wurde er im Giro della Romagna (hinter Gianbattista Baronchelli), im Gran Premio Industria & Artigianato di Larciano und im Giro della Toscana (hinter Francesco Moser) 1976 sowie im Giro del Friuli 1977. Den 3. Platz belegte er im Gran Premio Industria e Commercio di Prato 1973.
In der Tour de Suisse kam er 1975 auf den 5. Gesamtrang. 1976 wurde er in der Tour de France Fünfter und damit bester Italiener. Den Giro d’Italia bestritt Riccomi siebenmal. 1973 wurde er 24., 1974 15., 1975 7., 1976 9., 1977 7., 1978 21. und 1979 46. der Gesamtwertung.